# London Weekend Television
London Weekend Television (skrótowo: LWT) – brytyjska regionalna, komercyjna stacja telewizyjna, działająca w latach 1968-2002 w ramach systemu ITV.

## Charakterystyka
Koncesja stacji obejmowała Londyn oraz otaczające go hrabstwa południowo-wschodniej Anglii (tzw. Home Counties). Ze względu na fakt, iż Londyn jako największy rynek w sieci ITV był podzielony na dwie koncesje, LWT nadawała tylko w weekendy, definiowane jako czas od godziny 17:15 w piątek (w latach 1968-1982 od 19:00) do 6 rano w poniedziałek. W pozostałym czasie te same częstotliwości wykorzystywał drugi stołeczny koncesjonariusz, którym od 1968 do 1992 była Thames Television, a następnie Carlton Television. Podobnie jak wszystkie stacje ITV, LWT utrzymywała się wyłącznie z reklam.

## Właściciele
W przeciwieństwie do Thames, która przez całą swoją historię była kontrolowana przez wielkie koncerny, LWT była w latach 1968-1994 nadawcą niezależnym kapitałowo. Początkowo rolę jej właściciela pełnił podmiot pod nazwą London Television Consortium, założony przez grupę ludzi mediów na czele ze znanym dziennikarzem Davidem Frostem. Później stacja została przekształcona w spółkę prawa handlowego. W latach 70. ważnym akcjonariuszem był Rupert Murdoch, jednak nie zdobył pozycji dominującej.

## Okoliczności likwidacji
Na przełomie lat 80. i 90. dokonano zasadniczej reformy systemu ITV. Dotychczasowe postępowania koncesyjne oparte na merytorycznej ocenie aplikacji, m.in. pod względem programowym, zostały zastąpione aukcjami, w których brano pod uwagę tylko proponowaną wysokość opłaty koncesyjnej. Doprowadziło to do stopniowej konsolidacji sieci pod skrzydłami dwóch dużych grup, Carlton Television i Granada Television.  W 1994 Granada dokonała przejęcia LWT za kwotę 770 milionów funtów, co włączyło LWT w procesy konsolidacyjne. Do roku 2001 Granada i Carlton uzyskały kontrolę nad wszystkimi stacjami ITV w Anglii i Walii, zaś w 2002 zdecydowały się na likwidację ich samodzielności i wprowadzenie wspólnej marki ITV1. Tym samym LWT przestała istnieć jako odrębny nadawca. Dwa lata później obie spółki formalnie połączyły się, tworząc ITV plc.

## Dzisiaj
Obecnie marka LWT jest zauważalna jedynie przy archiwalnych programach wyprodukowanych przez tego nadawcę, które wciąż emitowane są wraz z planszą z logotypem i sygnałem dźwiękowym stacji. Kompleks The London Studios, wzniesiony na początku lat 70. jako siedziba i centrum produkcyjne LWT, stanowiące do 2018 roku główny stołeczny ośrodek ITV. Po zamknięciu studia, budynek został sprzedany w 2019 roku przedsiębiorstwu Mitsubishi Estate za cenę 145,6 miliona funtów.
W 2015 roku koncesja dla „London Weekend” została odnowiona przez Ofcom na kolejne dziesięć lat. LWT i Carlton Television są zarządzane jako jeden podmiot (ITV London), pomimo że nazwa koncesji dla London Weekend wciąż figuruje w Ofcomie jako „LWT”.
London Weekend Television Ltd (razem z większością dawnych regionalnych stacji telewizyjnych należących do ITV) obecnie występuje w Companies House, brytyjskim rejestrze przedsiębiorstw, jako bezczynne przedsiębiorstwo (ang. dormant company).